# Inquisição romana
A Inquisição romana, foi um sistema de tribunais desenvolvido pela Santa Sé, instituído na Itália em 1224 pelo papa Honório III (1216-1227), pouco depois de ter sido implantado na França, mas oficialmente só passou a funcionar a partir da Bula do papa Gregório IX (1227-1241). A Inquisição visava combater as heresias do catarismo, speronismo, arnaldistas e os franticelli. A outra fase da Inquisição na península itálica, ocorreu no século XVI, como forma de combater o protestantismo, o que levou o papa Paulo III (1534-1549) no ano de 1542 a instaurar a Inquisição em Roma, passando a se chamar mais tarde de Santo Ofício.
O PhD em história, Joseph Bernard, afirma que a Inquisição na Itália procedeu com moderação só excepcionalmente houve penas corporais graves e execuções.  As acusações se centralizavam em questões que relacionados com a heresia, incluindo a feitiçaria, a imoralidade, blasfêmia, bruxaria, judaizantes e, bem como para a censura da literatura contrária a fé cristã ou que apresentassem conteúdo protestante. Era um organismo bastante diferente da Inquisição medieval, pois era uma assembleia permanente de cardeais e outros prelados que não dependem do controle episcopal. O seu âmbito de ação foi alargado a toda a Igreja Católica. 

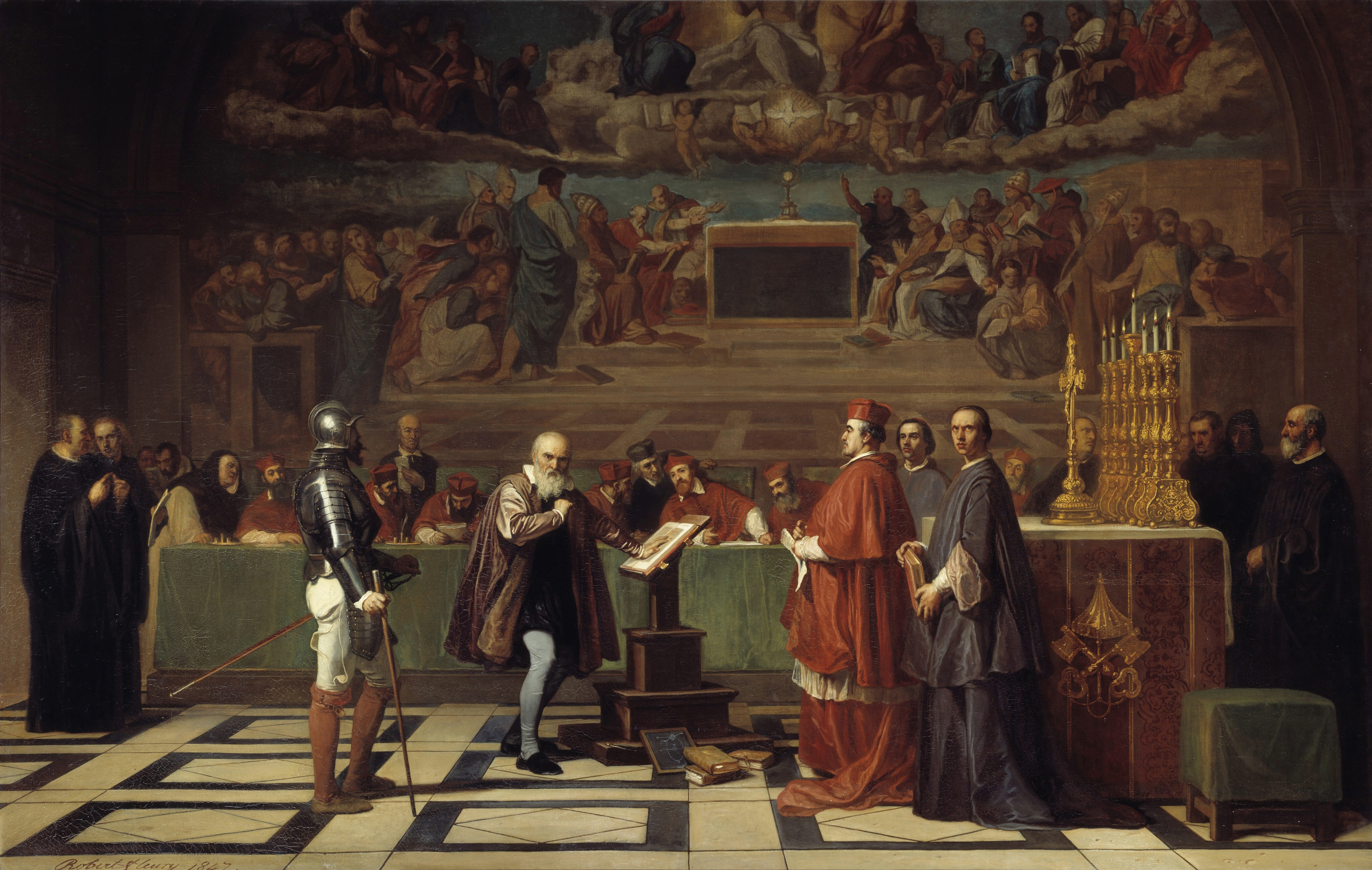
Galileu Galilei perante o Santo Ofício, por Joseph-Nicolas Robert-Fleury (século XIX).

Foram instituídos tribunais territoriais com jurisdição exclusiva para todos os casos de heresia. Acima deles, foi fundado um organismo central com sede em Roma composto de sete cardeais e sob o controle direto do pontífice, que participava de todas as sessões. O organismo podia investigar também outros prelados e tinha jurisdição em todo o território cristão, mas na verdade tratou principalmente das questões italianas.
O papa Júlio por uma bula de 29 de abril de 1550, absolveu todos aqueles que teriam caído em heresia e não ousavam voltar a Igreja, por medo da penitência pública e infâmia, deveria apenas se apresentar ao inquisidor, abjurar privativamente os seus erros e por a si mesmo uma penitência secreta.
Segundo o historiador alemão Ludwig Von Pastor (1854-1928): "Houve alguns casos isolados em Roma sob Júlio III. O jornal de Cola Coleina menciona, aos 6 de junho de 1552, que sete luteranos foram levados a Santa Maria Sopra Minerva, onde abjuraram os seus erros... Os poucos casos de hereges punidos com a morte sob Júlio III foram apresentados na Alemanha por panfletos que davam a crer que se moviam violenta perseguição aos protestantes italianos. A verdade a esse propósito transparece de uma carta de Vergerio e Bullinger, de 8 de outubro de 1553, a respeito do estado de coisas na Itália. Aí se lê: 'Poder-se-ia crer que centenas de pessoas foram queimadas diariamente, mas seria falso; nenhum acusado foi queimado, se bem que leve perseguição se tenha movido em algumas localidades". 
No início, a atividade da Inquisição romana limitou-se a Itália, mas quando Gian Pietro Carafa foi eleito papa, como Paulo IV em 1555, começou a perseguir muitos suspeitos de heterodoxia, entre os quais vários membros da hierarquia, como o cardeal inglês Reginald Pole.
Em 1600, foi julgado, condenado e executado o filósofo Giordano Bruno. Em 1633, foi julgado e condenado Galileo Galilei, que morreu em prisão domiciliar.
A última ação notável da Inquisição romana ocorreu em 1858, em Bolonha, quando os agentes da Inquisição seqüestraram um menino judeu de 6 anos de idade, Edgardo Mortara, separando-o de sua família. O inquisidor local tinha aprendido que o menino estava secretamente batizado por sua babá. O Papa Pio IX levou o menino como um católico para Roma. O pai do menino, Momolo Mortara, passou anos à procura de ajuda em todos os quadrantes, inclusive internacionalmente, para tentar recuperar seu filho. O caso recebeu atenção internacional e alimentou a sentimentos antipapais que ajudaram o movimento de nacionalismo italiano.
Em 1965, o Papa Paulo VI reorganizou o Santo Ofício, chamando o de Congregação para a Doutrina da Fé.